# اچ‌ام‌ای‌اس ملویل (ای ۲۴۶)
اچ‌ام‌ای‌اس ملویل (ای ۲۴۶) (به انگلیسی: HMAS Melville (A 246)) یک کشتی است که طول آن ۷۱٫۲ متر (۲۳۴ فوت) می‌باشد. این کشتی در سال ۱۹۹۸ ساخته شد.